# Mario Schwarz
Mario Schwarz (* 16. Juli 1945 in Wien) ist ein österreichischer Kunsthistoriker.

## Leben
Mario Schwarz ist der Sohn von Anton Theodor Schwarz und Maria Schwarz, geborene Bellella. Beide Elternteile waren als Maler und Graphiker tätig, mütterlicherseits ist er der Erbe eines traditionsreichen Wiener Rauchfangkehrerbetriebs. Seit 2002 ist er verheiratet mit Rosanna Grimaudo und lebt in Italien.
Schwarz legte nach Besuch der Volksschule in Wien-Neubau und des Bundesrealgymnasiums Wien VIII, Albertgasse (1955–1963) 1963 die Reifeprüfung ab. Ab 1963 besuchte er die Technische Hochschule Wien und studierte Architektur, ab 1967/1968 zusätzlich auch Kunstgeschichte und Klassische Archäologie an der  Universität Wien. Er dissertierte in Kunstgeschichte bei  Renate Wagner-Rieger und Gerhard Schmidt mit der Arbeit Studien zur Klosterbaukunst in Österreich unter den letzten Babenbergern und promovierte 1975 zum Dr. phil.
Von 1980 bis 1983 war er als Universitätslektor am Institut für Baukunst, Denkmalpflege und Kunstgeschichte der Technischen Universität Wien tätig, 1984 habilitierte er sich als Universitätsdozent für Bauforschung des Mittelalters am Institut für Kunstgeschichte der Universität Wien. Neben seiner Lehrtätigkeit an der Universität Wien lehrte Schwarz auch von 1987 bis 1996 am Institut für Kunstgeschichte der Universität Graz und am Institut für Baukunst, Denkmalpflege und Kunstgeschichte der Technischen Universität Wien. Ab 1993 erfolgte eine weitere Vorlesungstätigkeit im Ausland an der Comenius-Universität Bratislava, an der Karlsuniversität Prag, an der Universität Palermo und an der Università Europea di Roma. Vorträge in Fachtagungen in Heidelberg, Jerusalem, Ljubljana, Paris (Sorbonne), Székesfehérvár, Uppsala, Williamsburg (Virginia) und Zürich.
1993 wurde ihm der Berufstitel Außerordentlicher Universitätsprofessor verliehen. 1999 und 2003 wurde Schwarz zum Mitglied der Ägyptischen Kommission der Österreichischen Akademie der Wissenschaften gewählt. Zu seinem 70. Geburtstag wurde ihm die Festschrift Bauforschung und Denkmalpflege gewidmet.

## Auszeichnungen
- 2020: Österreichisches Ehrenkreuz für Wissenschaft und Kunst 1. Klasse.
- 2025: Commendatore dell'Ordine di San Silvestro Papa

## Forschung
Von 1968 bis 1972 nahm Schwarz an Forschungsexpeditionen und archäologischen Grabungen in der Türkei (Selge, Aphrodisias) teil, 1976–1982 am Restaurierungsprojekt „Grab des Anch`Hor in Theben-West (Ägypten)“ und an den Grabungen in Tell el-Dab´a (Ägypten), 1988 an Ausgrabungen in Abu Fana (Ägypten).
Schwarz war und ist auch Leiter zahlreicher Forschungsprojekte, etwa 1992–1994 zum Thema „Computergestützte Architekturdarstellung“", 1995–1996 zum Thema „das künstlerische Werk von Carl Auböck (1900-1957)“ und 1996–1998 „Studien zur Architektur des 13. Jahrhunderts in Österreich“. Auch die Felsbilder aus Sayala, die Villenarchitektur der Jahrhundertwende am Semmering, der historische Baubestand in den Kellern der Wiener Innenstadt und die mittelalterliche Baugeschichte der Wiener Hofburg fallen in seine Tätigkeit als Projektleiter.

## Größere Publikationen (Bücher und Teile von Büchern), Auswahl
- Romanische Architektur in Niederösterreich. (Wissenschaftliche Schriftenreihe Niederösterreich, Bd. 17/18). St. Pölten/Wien 1976.
- Gotische Architektur in Niederösterreich (Wissenschaftliche Schriftenreihe Niederösterreich, Bd. 49/50). St. Pölten/Wien 1980.
- Bauforschungen in Selge. (gemeinsam mit Alois Machatschek). Ergänzungsbände zu den Tituli Asiae Minoris Nr. 9 (Denkschriften der Österreichischen Akademie der Wissenschaften, Phil.-Hist. Klasse, 152. Bd.), Wien 1981.
- Architektur des Klassizismus und der Romantik in Niederösterreich. (Wissenschaftliche Schriftenreihe Niederösterreich, Bd. 62/63). St. Pölten/Wien 1982.
- Entwicklungstendenzen in der Villenarchitektur der Gründerzeit in Niederösterreich. In: Landhaus und Villa in Niederösterreich 1840–1914. Wien/Köln/Graz 1982, S. 70–88.
- Architektur der Sommerfrische, (gemeinsam mit Eva Pusch, mit einem Essay von Wolfgang Kos). St. Pölten/Wien 1995.
- Nag el-Scheima. Eine befestigte christliche Siedlung und andere christliche Denkmäler in Sayala Nubien. (gemeinsam mit Manfred Bietak). Berichte des Österreichischen Nationalkomitees der UNESCO-Aktion für die Rettung der nubischen Altertümer, Bd. 8 (Denkschriften der Österreichischen Akademie der Wissenschaften, Phil.-Hist. Klasse, 191. Bd.),  Wien 1987.
- Nag el-Scheima. Eine befestigte christliche Siedlung und andere christliche Denkmäler in Sayala-Nubien. Teil II: Die Grabungsergebnisse aus der Sicht neuerer Forschungen. Berichte des Österreichischen Nationalkomitees der UNESCO-Aktion für die Rettung der Nubischen Altertümer, Bd. 9),  (Österreichische Akademie der Wissenschaften, Phil.-Hist. Klasse, Denkschriften, 255. Bd.),  Wien 1998.
- Die Architektur in den Herzogtümern Österreich und Steiermark unter den beiden letzten Babenbergerherzögen. In: Geschichte der bildenden Kunst in Österreich, Bd. 1: Früh- und Hochmittelalter. Hrsg. von Hermann Fillitz. München/New York 1998, S. 274–282, Kat. Nr. 39, 40, 44, 47, 49, 50, 53, 55, 57–72, 74–84, 86–95.
- Die Entwicklung der Baukunst zwischen 1250 und 1300. In: Geschichte der bildenden Kunst in Österreich, Bd. 2: Gotik. Hrsg. von Günter Brucher. München/New York 2000, S. 195–216, Kat. Nr. 1–14.
- 101 Restaurierungen in Wien. Arbeiten des Wiener Altstadterhaltungsfonds 1990–1999. (gemeinsam mit Manfred Wehdorn unter Mitarbeit von Monika Keplinger und Kurt Heiss), Wien 2000.
- Die Baukunst des 13. Jahrhunderts in Österreich. Wien/Köln/Weimar 2013.
- Die Capella Speciosa in Klosterneuburg. 1. Teil: Studien zu einer computergestützten Rekonstruktion der Pfalzkapelle Herzog Leopolds VI. von Österreich. (Österreichische Akademie der Wissenschaften, Phil.-Hist. Klasse, Denkschriften, 453. Bd.),  Wien 2013.
- Architekturentwürfe und architektonische Projekte von Camillo Sitte. In: Klaus Semsroth, Michael Mönninger, Christiane Crasemann Collins (Hrsg.): Camillo Sitte Gesamtausgabe. Schriften und Projekte. Bd. 6: Entwürfe und städtebauliche Projekte. Wien/Köln/Weimar 2014, S. 13–278.
- Die Wiener Hofburg im Mittelalter. Von der Kastellburg bis zu den Anfängen der Kaiserresidenz. (Österreichische Akademie der Wissenschaften, Phil.-Hist. Klasse, Denkschriften, 443. Bd.),  Wien 2015.
- Die Capella Speciosa in Klosterneuburg. 2. Teil: Vergleichende Studien zur Pfalzkapelle Herzog Leopolds VI. von Österreich, (gemeinsam mit Tibor Rostás), (Österreichische Akademie der Wissenschaften, Phil.-Hist. Klasse, Denkschriften, 519. Bd.), Wien 2021.

Daneben hat Schwarz noch über 200 kleinere Texte (Aufsätze, Katalogbeiträge, Rezensionen) verfasst und fungierte als Herausgeber wissenschaftlicher Werke.